# Rubén Dundo
Rubén Alberto Dundo (San Isidro, 16 dicembre 1967) è un ex calciatore argentino, di ruolo attaccante.